# Boleszyn (gromada)
Boleszyn – dawna gromada, czyli najmniejsza jednostka podziału terytorialnego Polskiej Rzeczypospolitej Ludowej w latach 1954–1972.
Gromady, z gromadzkimi radami narodowymi (GRN) jako organami władzy najniższego stopnia na wsi, funkcjonowały od reformy reorganizującej administrację wiejską przeprowadzonej jesienią 1954 do momentu ich zniesienia z dniem 1 stycznia 1973, tym samym wypierając organizację gminną w latach 1954–1972.
Gromadę Boleszyn z siedzibą GRN w Boleszynie utworzono – jako jedną z 8759 gromad na obszarze Polski – w powiecie opatowskim w woj. kieleckim, na mocy uchwały nr 13f/54 WRN w Kielcach z dnia 29 września 1954. W skład jednostki weszły obszary dotychczasowych gromad Boleszyn, Szeligi (bez wsi Wióry) i Kotarszyn (bez kolonii Małe Jodło) ze zniesionej gminy Waśniów w tymże powiecie. Dla gromady ustalono 16 członków gromadzkiej rady narodowej.
1 stycznia 1957 z gromady Boleszyn wyłączono część kolonii Zagaje Boleszyńskie (gospodarstwa o numerach 19–28) włączając je do gromady Bukowie w tymże powiecie.
31 grudnia 1961 gromadę zniesiono, a jej obszar włączono do gromady Waśniów w powiecie opatowskim (wsie Boleszyn, Czażów, Kotarszyn i Strugia, kolonie Boleszyn, Czażów i Kotarszyn oraz część kolonii Zagaje Boleszyńskie) i do gromady Pawłów w powiecie iłżeckim (wsie Broniewice, Jamy i Szeligi oraz kolonie Szeligi Górne i Szeligi Dolne).